# Plectorhinchus lineatus
El pez labios dulces de bandas diagonales (Plectorhinchus lineatus) es una especie de peces de la familia Haemulidae en el orden de los Perciformes.

## Morfología
• Los machos pueden llegar alcanzar los 72 cm de longitud total.

## Distribución geográfica
Se encuentra desde las Islas Ryukyu hasta la Gran Barrera de Coral y Nueva Caledonia.